# Dél-kínai vaddisznó
A dél-kínai vaddisznó (Sus scrofa chirodontus) az emlősök (Mammalia) osztályának párosujjú patások (Artiodactyla) rendjébe, ezen belül a disznófélék (Suidae) családjába tartozó vaddisznó (Sus scrofa) egyik alfaja.

## Előfordulása
A dél-kínai vaddisznó előfordulási területe Kína déli részei, valamint Hajnan sziget. Korábban azonosnak tartották a közép-kínai vaddisznó (Sus scrofa moupinensis), ennek déli állományának vélték.